# Prescaler
Un prescaler és un circuit de recompte electrònic que s'utilitza per reduir un senyal elèctric d'alta freqüència a una freqüència més baixa per divisió enter. El prescalerpren la freqüència bàsica del rellotge del temporitzador (que pot ser la freqüència del rellotge de la CPU o pot ser una freqüència més alta o més baixa) i la divideix per algun valor abans d'alimentar-la al temporitzador, d'acord amb com estiguin configurats els registres preescaladors. Els valors de preescala, anomenats preescales, que es poden configurar poden estar limitats a uns quants valors fixos (potències de 2), o poden ser qualsevol valor enter d'1 a 2^P, on P és el nombre de bits de pre-escala.
El propòsit del prescalerés permetre que el temporitzador es faci a la velocitat que desitgi l'usuari. Per als temporitzadors més curts (8 i 16 bits), sovint hi haurà una compensació entre la resolució (l'alta resolució requereix una freqüència de rellotge alta) i l'abast (les freqüències de rellotge altes fan que el temporitzador es desbordi més ràpidament). Per exemple, no es pot (sense alguns trucs) aconseguir 1 resolució µs i a 1 període màxim de segons utilitzant un temporitzador de 16 bits. En aquest exemple utilitzant 1 La resolució de µs limitaria el període a uns 65 ms com a màxim. Tanmateix, el prescalerpermet ajustar la relació entre la resolució i el període màxim per aconseguir l'efecte desitjat.

## Exemple d'ús
Els preescaladors s'utilitzen normalment a una freqüència molt alta per ampliar el rang de freqüència superior dels comptadors de freqüència, sintetitzadors de bucle bloquejat en fase (PLL) i altres circuits de recompte. Quan s'utilitza conjuntament amb un PLL, un prescalerintrodueix un canvi normalment no desitjat en la relació entre la mida del pas de freqüència i la freqüència de comparació del detector de fase. Per aquest motiu, és habitual restringir l'enter a un valor baix o utilitzar un preescalador de mòdul dual en aquesta aplicació. Un preescalador de mòdul dual és aquell que té la capacitat de dividir selectivament la freqüència d'entrada per un dels dos nombres enters (normalment consecutius), com ara 32 i 33. Els preescalers de microones de nombres sencers comuns estan disponibles en mòduls 2, 4, 8, 5 i 10 i poden funcionar a freqüències superiors a 10 GHz.

## Nomenclatura
Un preescalador és essencialment un contra -divisor i, per tant, els noms es poden utilitzar de manera intercanviable.